# Ballast (verzwaring)

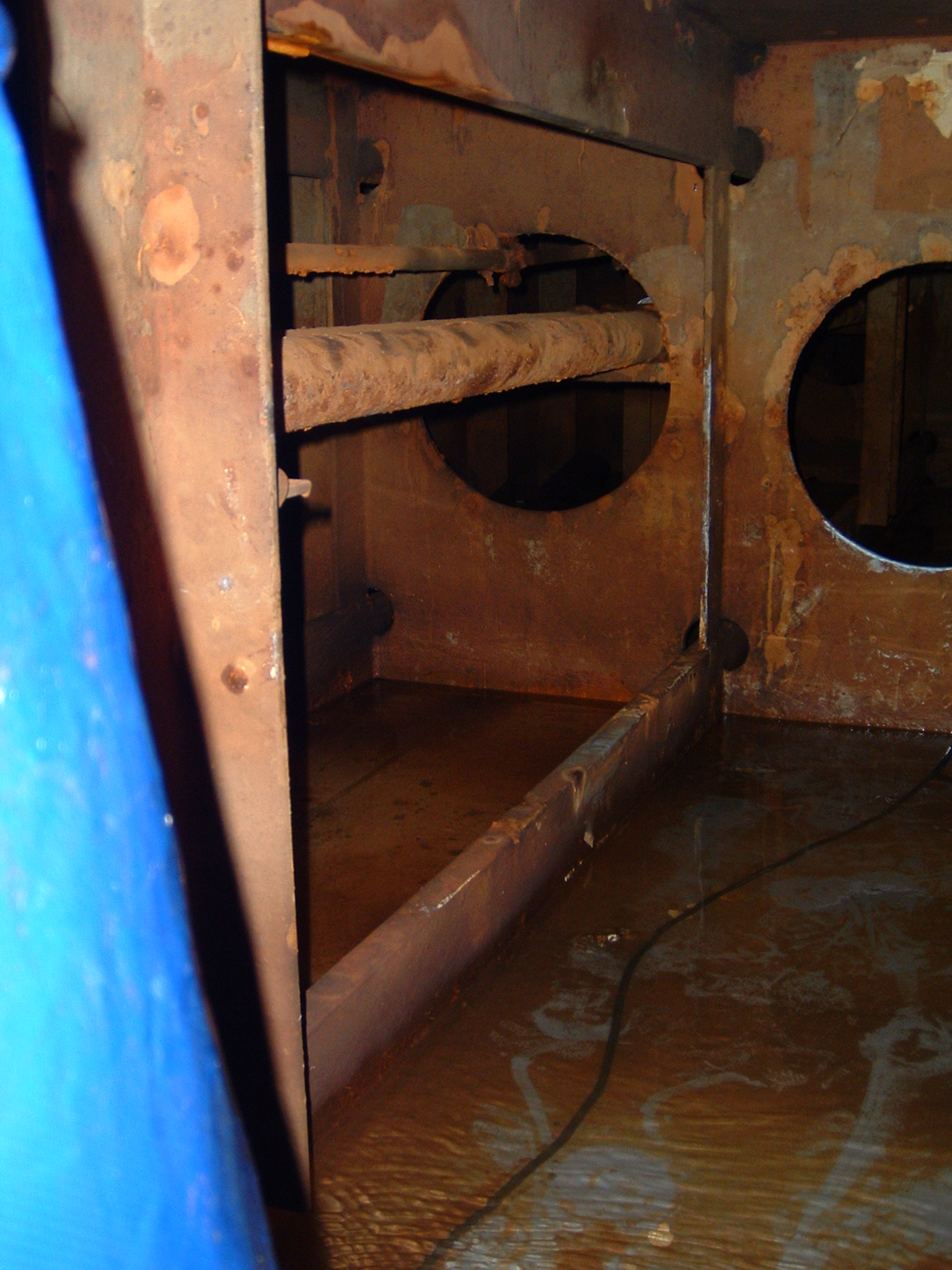
Een ballasttank.

Ballast is een kunstmatige verzwaring van iets met het doel om de stevigheid of stabiliteit te vergroten, of om het gewicht aan te passen.
In de scheepvaart wordt ballast toegepast om de stabiliteit van een schip te verhogen. Bij zeilschepen wordt ballast in de kiel aangebracht om het schip zo goed mogelijk rechtop te houden. Lege olietankers nemen vaak ballastwater in op de terugreis. Meestal wordt er ballast getrokken achteraan het schip, zodat de roeren en schroef of schroeven, dieper in het water komen te liggen. Het draai- of trimpunt ligt dan meestal midscheeps-achter. Bij wedstrijden kan het nodig zijn extra ballast mee te nemen om het gewicht in overeenstemming met de competitie te brengen. In de binnenvaart neemt men soms ballast in om veilig onder een anders te lage brug door te kunnen varen, te kruipen. 
Bij varen met gasballons wordt ballast meegenomen om de hoogte te kunnen regelen, om te stijgen wordt wat ballast (meestal zand) afgeworpen. Bij een bathyscaaf wordt ijzerschroot als ballast afgeworpen om te stijgen. In de pleziervaart wordt er vaak lood gebruikt omdat het een hoog soortelijk gewicht heeft. 